# Casa de Santa Llúcia
Santa Llúcia és una masia del poble de Segueró, actualment pertanyent al municipi de Beuda (Garrotxa), inclosa en l'Inventari del Patrimoni Arquitectònic de Catalunya.

## Descripció
Ubicada al pla, al costat del camí que porta de Maià de Montcal a Segueró, s'alça una casa i una petita capella, dedicada antigament a Sant Salvador.
La casa és de planta rectangular amb teulat a dues aigües i els vessants vers les façanes laterals. Cal destacar el ràfec fet amb motius geomètrics. Disposa de baixos, pis i golfes. Va ésser bastida amb pedra poc escairada del país, llevat de la utilitzada per fer les obertures. La façana principal està orientada a migdia i té una àmplia porta adovellada; la resta d'obertures són allindanades excepte la finestra de les golfes que és d'arc rebaixat. La pallissa, unida a la casa pel costat del sud, està orientada a migdia, i compta amb baixos i pis.
L'església és d'una sola nau amb volta de canó i recorre els murs interiors una cornisa; l'absis, semicircular, presenta cornisa i finestra. Al costat nord hi ha una cornisa i un contrafort. La porta d'entrada, rectangular, és a l'oest i damunt seu hi ha una finestra i l'espadanya d'un sol ull. A l'interior de l'església i per la banda de migdia hi ha dues finestres tapiades per causa de la masoveria unida als seus murs.

## Història
De la capella n'hi ha escasses notícies documentals i molts autors deixen d'esmentar-la. Francesc Montsalvatge, en el seu "Nomenclator Histórico" indica que es trobava ja enrunada, tot i que el 1825 l'havia fet restaurar la família Noguer de Segueró. Consta que Pere de Noguer i Rocafiguera, el qual administrà durant prop de 42 anys l'extens patrimoni de la pairalia, restaurà en la data esmentada la capella de Santa Llúcia, i feu fer de nou el retaule de l'altar, el cor, la cornisa, bancs, teulats, etc.
L'any 1980 es van fer unes obres de restauració.